# Headstrong (Band)
Headstrong war eine kanadische Crossover-Band aus London, die 1998 unter dem Namen BOMB 32 gegründet wurde und sich 2003 auflöste.

## Geschichte
Die Band wurde 1998 unter dem Namen BOMB 32 gegründet und bestand aus dem Sänger Matt Kinna, dem Bassisten Jon Cohen, dem Gitarristen Joel Krass und dem Schlagzeuger Brian Mathews. Durch die TV-Show Farmclub.com von USA Network konnte die Gruppe ihre Bekanntheit steigern und erreichte einen Plattenvertrag bei RCA Records. Durch die erste Single All of the Above spielte Headstrong im Sommer 2000 in Los Angeles auf der Farmclub-Bühne. Während dieser Zeit hielt die Gruppe Auftritte unter anderem mit Eminem und Korn ab. Anfang 2002 schloss sich das selbstbetitelte Debütalbum an. Das Material hierfür war in London mit dem Produzenten Dan Brodbeck aufgenommen und in Los Angeles von Jack Joseph Puig abgemischt worden. Als Single wurde Adriana ausgekoppelt. Im August trennte sich das Label von der Band, sodass eine US-Tournee mit Tommy Lee nicht beendet werden konnte. Im April 2003 gab die Band daraufhin ihre Auflösung bekannt.

## Stil
MacKenzie Wilson von Allmusic beschrieb die Musik der Band als modernen Rock im Stil von 311, Stone Temple Pilots und Helmet. Christian Graf nannte die Band „[p]olitische Rap-Rocker“. Die Band sei durch Künstler wie Rage Against the Machine, Public Enemy, Woody Guthrie und N.W.A beeinflusst worden. Graf gab eine Aussage von Cohen wieder, dass alle Mitglieder an den Liedern gleichermaßen mitarbeiten, was den demokratischen Ansatz der Band widerspiegele.

## Diskografie
- 2000: All of the Above (Single, RCA Records)
- 2002: Headstrong (Album, RCA Records)
- 2002. Adriana (Single, RCA Records)